# Norton Juster
Norton Juster, född 2 juni 1929 i Brooklyn i New York, död 8 mars 2021 i Amherst i Massachusetts, var en amerikansk författare. Han är troligen mest känd för romanen The Phantom Tollbooth (Milos fantastiska tullhus).

## Biografi
Juster växte upp i Brooklyn, varefter han studerade arkitektur vid University of Pennsylvania och därefter spenderade han ett helt år i Liverpool, England, där han fortsatte att studera samtidigt som han lärde sig att köra motorcykel.
Han spenderade tre år i U.S. Navy 1954-57 och började därefter arbeta som arkitekt i New York. Han startade sin egen firma och inom bara några år flyttade han till västra Massachusetts för att kunna expandera företaget. Hans företag har bland annat designat och byggt ett museum, Eric Carle Museum of Picture Book Art. Han bodde sedan kvar i Massachusetts.

## Karriär
Juster började skriva under sin tid vid U.S. Navy. Sin första bok, som också blev hans stora genombrott, var The Phantom Tollbooth som publicerades år 1961. För boken belönades han med ett George C. Stone Centre for Children's Books Award och dess popularitet fortsätter att öka både bland barn och vuxna världen över än idag. Boken filmatiserades år 1970 och det finns till och med en musikal baserad på boken. The Phantom Tollbooth illustrerades av Jules Feiffer, som Juster delade lägenhet med vid tiden då boken skrevs.
Bland hans andra verk kan nämnas The Dot and the Line, som även den filmatiserats, Alberic the Wise, The Hello Goodbye Window och dess uppföljare Sourpuss and Sweetie Pie. 
Juster är inte längre verksam som arkitekt utan ägnar sig helhjärtat åt att skriva. Han är gift, har en dotter och ett barnbarn.